# Flytande LNG-terminal

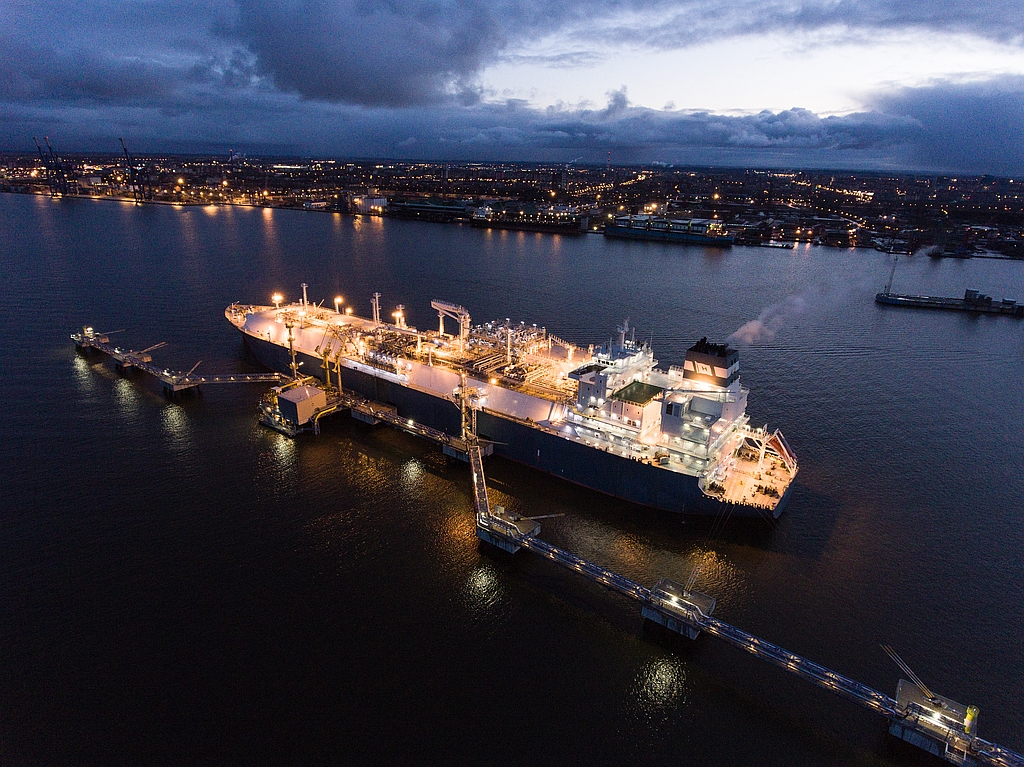
Klaipėdos Naftas flytande LNG-terminal Independence i Klaipėdas hamn

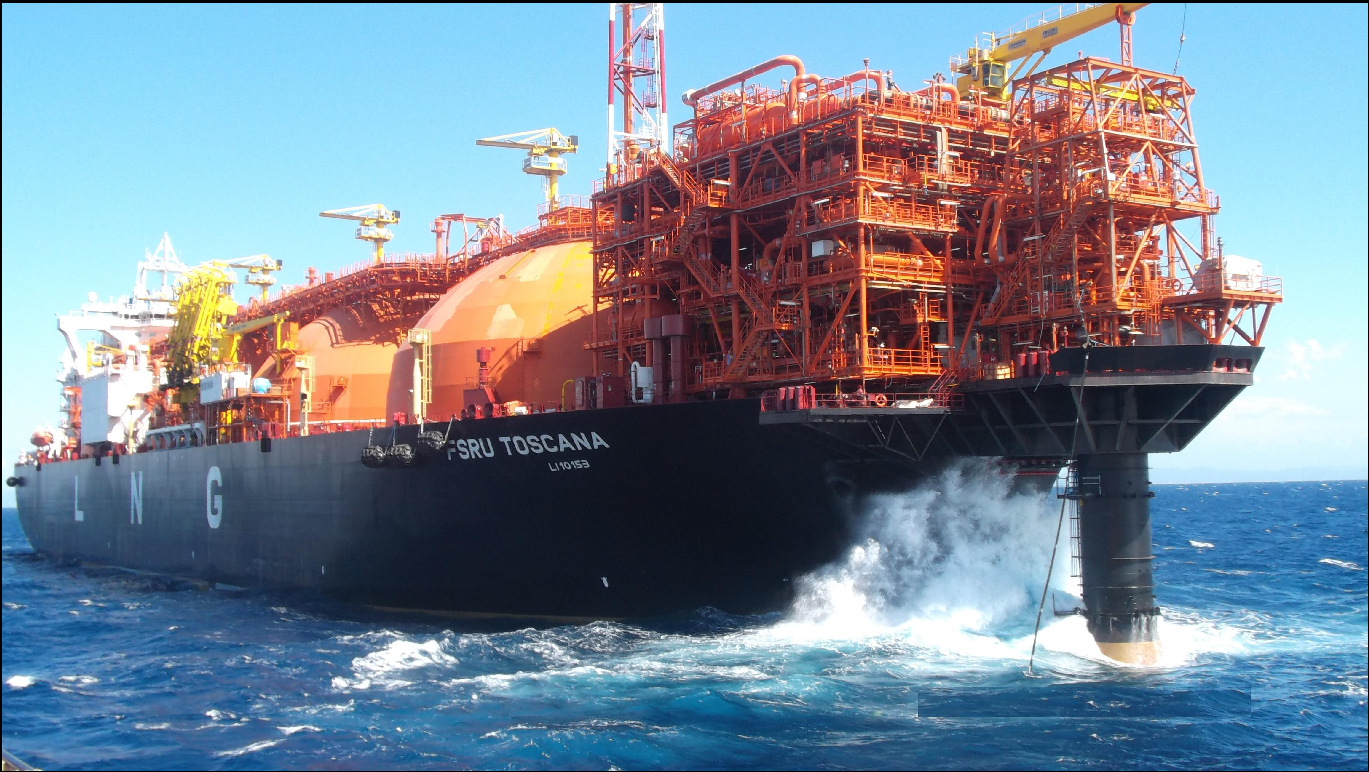
FSRU Toscana, byggd 2013, i Italien

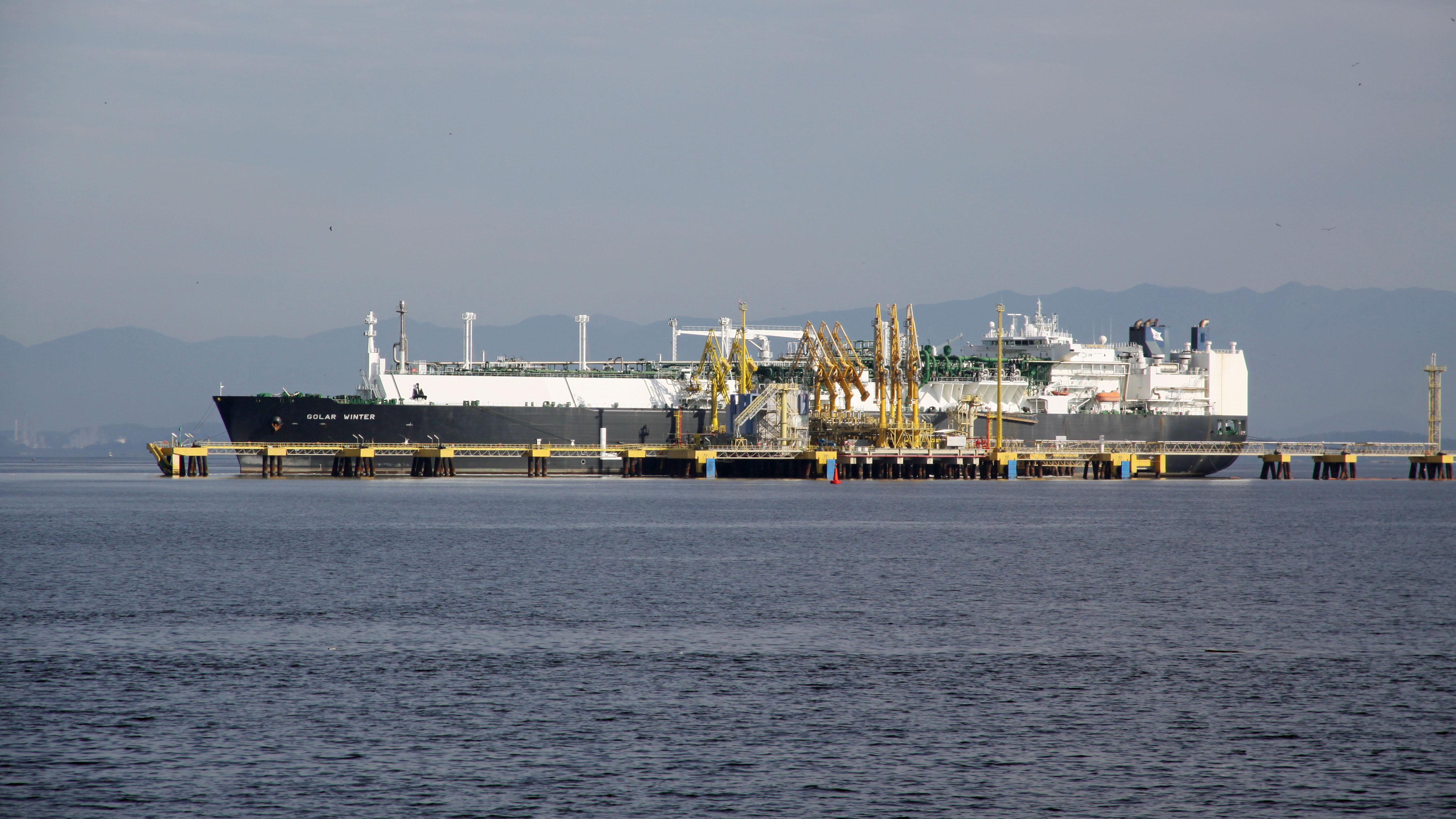
FSRU Golar Winter i Rio de Janeiros hamn, 2012

En flytande LNG-terminal (FSRU)  (engelska: Floating Storage Regasification Unit) är ett flyttbar, men fast förankrat, LNG-tankfartyg med en integrerad förgasningsanläggning.

## Allmänt
Fartyget används som LNG-terminal i en importhamn där den fast förankrad kan ta emot flytande naturgas som lossas från anlöpande fartyg. Genom sin storlek fungerar fartyget även som en depå för att jämna ut skillnader i till- och frånflöden. Från terminalens förgasningsanläggning transporteras gasen vidare i gasform genom naturgasrörledningar, men kan även vidaretransporteras direkt i flytande form med specialiserade fartyg, järnvägsvagnar och tankbilar.
En flytande LNG-terminal kan antingen vara ett fartyg, som är specialbyggt för ändamålet med integrerad förgasninganläggning, eller är en tidigare LNG-tanker som modifierats för ändamålet.

## Användning
Första halvåret 2022 fanns 33 flytande LNG-terminaler i världen. Flertalet fartyg ägs av rederierna Excelerate Energy i USA, brittiska Golar LNG samt norska Höegh LNG och BW Group.
I början av 2020 importerade 19 länder, flertalet icke-europeiska, naturgas genom flytande naturgasterminaler. I Tyskland ledde under 2022, som en följd av strypning av gastillförseln i rörledningar från Ryssland efter Rysslands invasion av Ukraina 2022, regeringen och näringslivet till att chartra sex flytande LNG-terminaler för idriftsättande från årsskiftet 2022/2023.

## Flytande LNG-terminaler i Europa i urval
- Klaipėdas LNG-terminal, Klaipėda, Litauen, idrifttagen december 2014
- Wilhelmshavens LNG-terminal, Wilhelmshaven, Tyskland, med två flytande LNG-terminaler, varav den första planerad att tas i drift i december 2022, och den andra 2023.[uppföljning saknas]
- Brunsbüttels LNG-terminal i Tyskland, planerad att tas i drift 2022.[uppföljning saknas]
- LNG Hrvatska i Kroatien, idrifttagen 2021i
- Gasgrid Finlands LNG-terminal FSRU Exemplar i Ingå i Finland, planerad att tas i drift i januari 2023.[uppföljning saknas][3][4]
- Flytande LNG-terminal i Eemshaveni Nederländerna, planerad att tas i drift 2022.[uppföljning saknas][5]
- Flytande LNG-terminal i Piombino i Toscana i Italien, som är planerad vara ansluten till Italiens gasnät våren 2023.[uppföljning saknas][6]
- Två flytande LNG-teminaler i Deutsche Ostseeterminal i Lubmin i Tyskland, varav den första planeras tas i drift i början av 2023.[uppföljning saknas]
- LNG-Terminal Stade i Stade i Tyskland, planerad för 2023.[uppföljning saknas]
- En flytande LNG-terminal i Alexandroupoli i Grekland, som planeras vara klar 2023.[uppföljning saknas][7]
- En andra italiensk flytande LNG-terminal i Ravenna, vilken beräknas tas i drift under tredje kvartalet 2024[Uppdatering behövs][8]